# Aio
Aio era antigamente a designação que se dava ao mestre, tutor ou preceptor que tinha a seu cargo a educação de um príncipe ou uma criança de família nobre.

## Portugal
Na Quarta Dinastia do Reino de Portugal surge como sendo um dos ofícios-mores da Casa Real Portuguesa.
Ao Aio competia a “grande missão de preparar um Rei para a conservação de Portugal”, de o tornar “um Homem para o Futuro”. Cabia-lhe a orientação dos estudos do Príncipe Real, nomeadamente a escolha dos seus professores e a vigilância das lições ministradas ou mesmo a direcção de outras. Tinha como vencimento uma quantia que se igualava ao do Mordomo-mor, sendo um dos poucos ofícios-mores remunerados. E de todos os que não eram Grandes Cargos, as suas funções eram as únicas que não se cingiam às cerimónias da corte, mas antes constituíam um serviço efectivo e quotidiano, que implicava uma grande proximidade à Família Real.
Por sugestão do Marquês de Soveral, em 1902, o lugar de aio é abolido substituído por um Chefe para a Casa dos Príncipes, cujo título seria designado de "Camarista do Rei ao Serviço dos Príncipes.

### Aios da Casa Real Portuguesa
- Egas Moniz (aio do Rei D. Afonso I de Portugal)
- Lourenço Gonçalves Magro (aio do Rei D. Dinis I de Portugal)
- D. Nuno Martins de Chacim (aio do Rei D. Dinis I)
- Lopo Fernandes Pacheco (aio do Rei D. Pedro I de Portugal)
- Aires Gomes da Silva (aio do Rei D. Fernando I de Portugal)
- Lourenço Martins da Praça (aio do Rei D. João I de Portugal)
- Diogo Soares de Albergaria (aio do Rei D. João II de Portugal)
- D. João de Meneses (aio de D. Afonso, o filho do Rei D. João II)
- D. Diogo da Silva, 1º conde de Portalegre (aio do Rei D. Manuel I de Portugal)
- Aleixo de Meneses (aio do Rei D. Sebastião I de Portugal)

- Juan de Zúñiga (aio do Rei D. Filipe I de Portugal)

- D. Diogo de Melo (aio do Rei D. João IV de Portugal)
- D. Francisco de Faro e Noronha (aio do Rei D. Afonso VI de Portugal)
- Padre Timóteo de Oliveira (mestre da Rainha D. Maria I de Portugal)
- Antônio de Arrábida (aio do Rei D. Pedro IV de Portugal)
- D. Leonor da Câmara (aia e mestra da Rainha D. Maria II de Portugal)
- Alexandre Herculano (aio do Rei D. Pedro V de Portugal)
- Luís António de Abreu e Lima (aio do Rei D. Pedro V e do Rei D. Luís I de Portugal)
- Martens Ferrão (aio do Rei D. Carlos I de Portugal)
- Joaquim Augusto Mouzinho de Albuquerque (aio do Príncipe Real Luís Filipe de Bragança)
- Franz Kerausch (aio do Príncipe Real Luís Filipe e do Rei D. Manuel II de Portugal)[7]